# Campionati arabi di lotta 2015
I campionati arabi di lotta 2015 si sono svolti a El Jadida, in Marocco, dal 7 all'8 ottobre 2015.

## Podi

### Lotta libera
| Evento | Oro                  | Argento                    | Bronzo              |
| 57 kg  | Szakir Ansari        | Rami Ismail Moussa         | Non assegnato       |
| 61 kg  | Zindine Ait Hamidine | Mouayed Ahmed Abdallah     | Non assegnato       |
| 65 kg  | Aziz Bu Allam        | Redouane Benhia            | Saad Mohamed Eraoui |
| 70 kg  | Jasin Sardi          | Bassam Abdelaziz Houssaoui | Mohamed Elamri      |
| 74 kg  | Hamza al-Musawi      | Aziz Bu Allam              | Khalil Ibrahim Ali  |
| 86 kg  | Bilel Hadhri         | Alaa Alwicha               | Hamza Bumadjan      |
| 97 kg  | Anas al-Mukabbir     | Mohamed Ahmed Falata       | Non assegnato       |
| 125 kg | Rida Hinani          | Salem Kamzem Alkahtani     | Hamzeh Odtalla      |

### Lotta greco-romana
| Evento | Oro                       | Argento               | Bronzo                     |
| 59 kg  | Al-Mahdi al-Masudi        | Abdelkarim Fergat     | Houssem Edine Abousif      |
| 66 kg  | Bilal El-Bahja            | Assem Tayel Alkharaba | Mohamed Elmari             |
| 71 kg  | Aziz Bu Allam             | Abd ar-Rahman Ibrahim | Bassam Abdelaziz Houssaoui |
| 75 kg  | Chalid as-Sahli           | Hiszam Burmal         | Non assegnato              |
| 80 kg  | Mahmud Fauzi Raszad       | Zijad Ajt Ikram       | Sultan Eid                 |
| 85 kg  | Hamza Bumadjan            | Adam Budżamalin       | Alaa Alwicha               |
| 98 kg  | Jahja Muhammad Abu Tabich | Anas al-Mukabbir      | Mohamed Ahmed Falata       |
| 130 kg | Rida Hinani               | Hamzeh Odtalla        | Hamid Dahri                |

## Medagliere
Paese ospitante.
| Pos.   | Paese          | Oro | Argento | Bronzo | Totale |
| ------ | -------------- | --- | ------- | ------ | ------ |
| 1      | Marocco        | 11  | 4       | 1      | 16     |
| 2      | Algeria        | 2   | 3       | 1      | 6      |
| 3      | Giordania      | 1   | 2       | 3      | 6      |
| 4      | Qatar          | 1   | 1       | 2      | 4      |
| 5      | Egitto         | 1   | 0       | 0      | 1      |
| 6      | Arabia Saudita | 0   | 5       | 4      | 9      |
| 7      | Palestina      | 0   | 1       | 1      | 2      |
| Totale | Totale         | 16  | 16      | 12     | 40     |